# Middle East Airlines
Близькосхідні авіалінії (англ. Middle East Airlines – Air Liban S. A. L., араб. طيران الشرق الأوسط ـ الخطوط الجوية اللبنانية Ṭayyarān al-Sharq al-Awsaṭ - al-Khuṭūṭ al-Jawwiyyah al-Libnāniyyah), що працює як Middle East Airlines (MEA) (араб. طيران الشرق الأوسط Ṭayyarān al-Sharq al-Awsaṭ), перекладається Середньосхідні авіалінії — національна авіакомпанія Ліванської Республіки, зі штаб-квартирою в Бейруті. Базується в бейрутському міжнародному аеропорту «Рафік Харірі», звідки виконує міжнародні авіарейси в країни Азії, Європи та Африки.
У 2012 авіакомпанія вступила до авіаційного альянсу SkyTeam. Крім цього Middle East Airlines є членом Міжнародної асоціації повітряного транспорту (ІАТА) і Організації арабських авіаперевізників.
За 2009 чистий прибуток Middle East Airlines перевищила 100 мільйонів доларів США, що зробило її 18-ї авіакомпанією в світі щорічного прибутку.

## Історія

### Заснування та розвиток
Заснована в 1945 ліванським політичним діячем Саїбом Саламом за підтримки британського авіаперевізника BOAC і виконала свій перший політ в 1946 році з Бейрута в Нікосію, столицю Кіпру. З часом, маючи у флоті три літаки De Havilland Dragon Rapide, авіакомпанією починаються виконуватися рейси і в інші сусідні країни, такі як Єгипет, Сирія, а також Саудівська Аравія, Кувейт та інші країни Перської затоки. У середині 1946 року у флот компанії надійшли два літака Douglas DC-3.
У 1949 уклала договір про співпрацю і продала частину своїх акцій американської авіакомпанії Pan American World Airways. Однак у 1955 році ця частка акцій MEA знову переходить в руки британської BOAC, під керівництвом якої авіакомпанія вперше взяла в оренду вантажний літак Avro York, а також пасажирські Vickers Viscount і De Havilland Comet 4C. Незабаром, у 1961 році співпраця з BOAC було припинено.

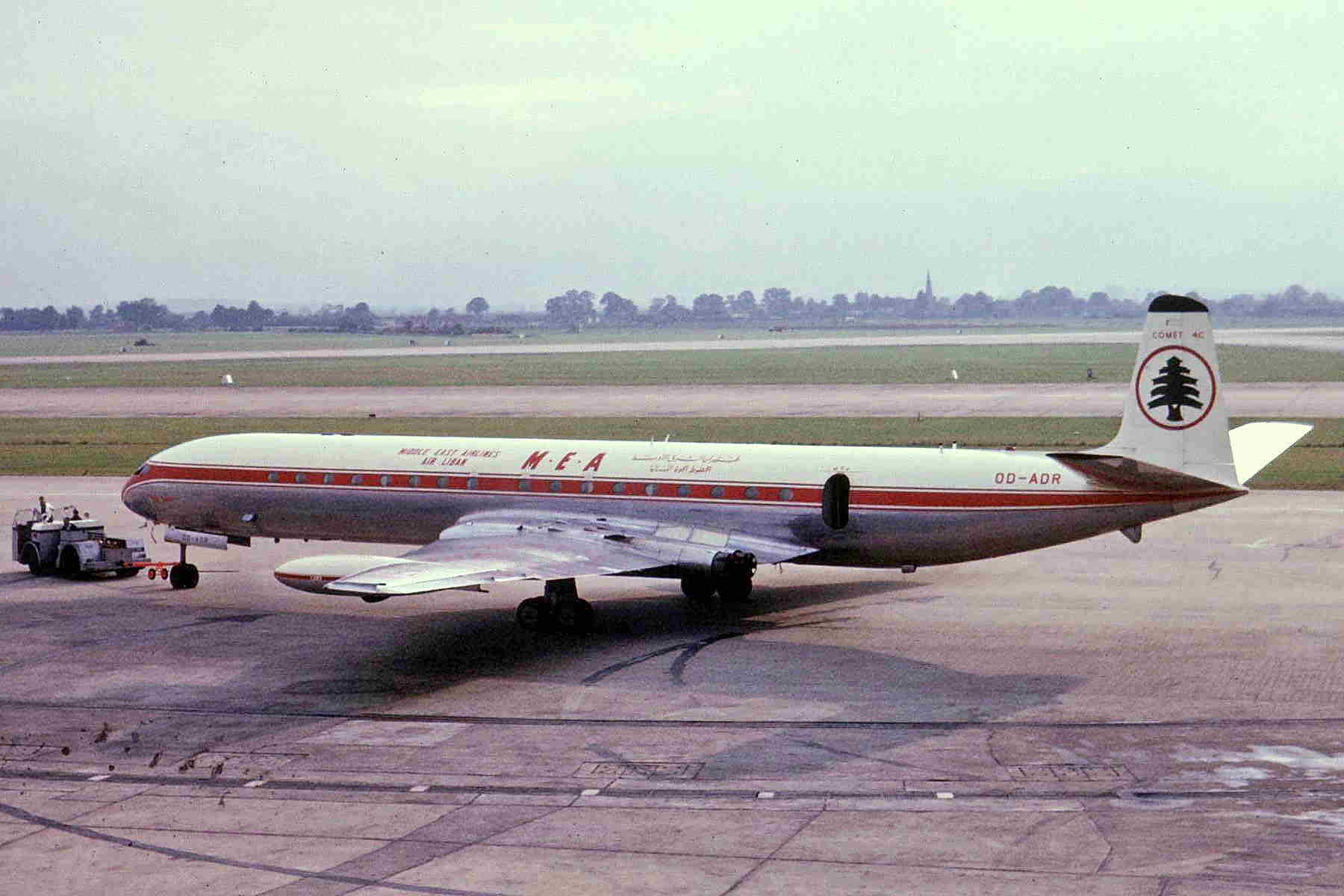
De Havilland Comet 4C в лівреї Middle East Airlines

У червні 1963 об'єднується з іншого ліванської авіакомпанією Air Liban, 30% акцій якої раніше належали Air France. Після цього маршрутна мережа Middle East Airlines розширилася і компанії починає виконувати рейси в країни Європи, Близького Сходу і Західної Африки. У цьому ж році відбулося злиття і з Lebanese International Airways, від якої у флот компанії перейшли такі моделі, як Sud Aviation Caravelle, Vickers VC10, Boeing 720 і Boeing 707. Після об'єднання з Air Liban керівництвом компанії в листопаді 1965 року було прийнято рішення дати авіакомпанії нову назву Middle East Airlines — Air Liban, яке використовується й донині.

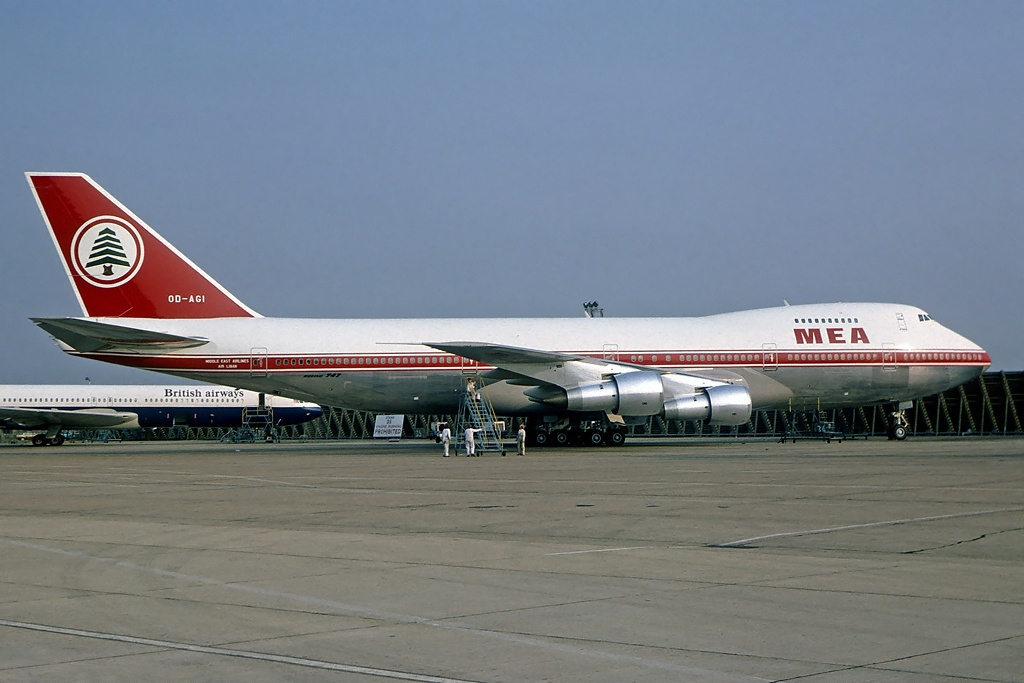
Boeing 747-200B авіакомпанії в аеропорту Хітроу, 1975 рік

### Арабо-Ізраїльська війна
Під час Арабо-Ізраїльської війни 1967 року авіакомпанія була змушена призупинити виконання всіх своїх рейсів, а в 1968 в результаті ізраїльської атаки на бейрутський аеропорт компанія і у всі втратила більшу частину свого пасажирського флоту. Однак у 1969 шляхом придбання у American Airlines пасажирських Convair 990 Middle East знову відновлює польоти. У 1975 році перевізник набуває двопалубний Boeing 747-200B для польотів з Лівану в Лондон.
Між 1975 і 1990 через війну в Лівані і закриття бейрутського аеропорту знову змушена працювати з перебоями протягом п'ятнадцяти років.

### Відновлення та реструктуризація
На початку 1990-х починає поступово повертатися до нормальної роботи і відновлювати свій флот. У 1993 році парк авіакомпанії починають надходити сучасні на той період лайнери Airbus A310-300, які згодом були замінені літаками сімейства Airbus A320. До 1997 році діяльність Middle East Airlines стала стає збитковою. Щорічні втрати компанії стали складати 87 мільйонів доларів. Через складну економічну ситуацію керівництвом авіакомпанії був прийнятий особливий бізнес-план по усуненню даного положення. План включав в себе скорочення витрат, модернізацію та введення програми для часто літаючих пасажирів. У 2005 році авіакомпанії вдалося досягти прибутку в 46 мільйонів доларів.
У липні 2006 головний аеропорт авіакомпанії «Рафік Харірі» в Бейруті зруйнований ізраїльськими повітряними силами в ході Другої ліванської війни. У зв'язку з цим авіакомпанії довелося перенести всі свої рейси в аеропорт Дамаска, а потім з 17 серпня в аеропорт Аммана. Така ситуація тривала аж до 7 вересня 2006 року. На наступний день 8 вересня після зняття повітряної блокади над Ліваном літак Middle East Airlines, що летів з Парижа один з перших знову здійснив посадку в Бейруті.

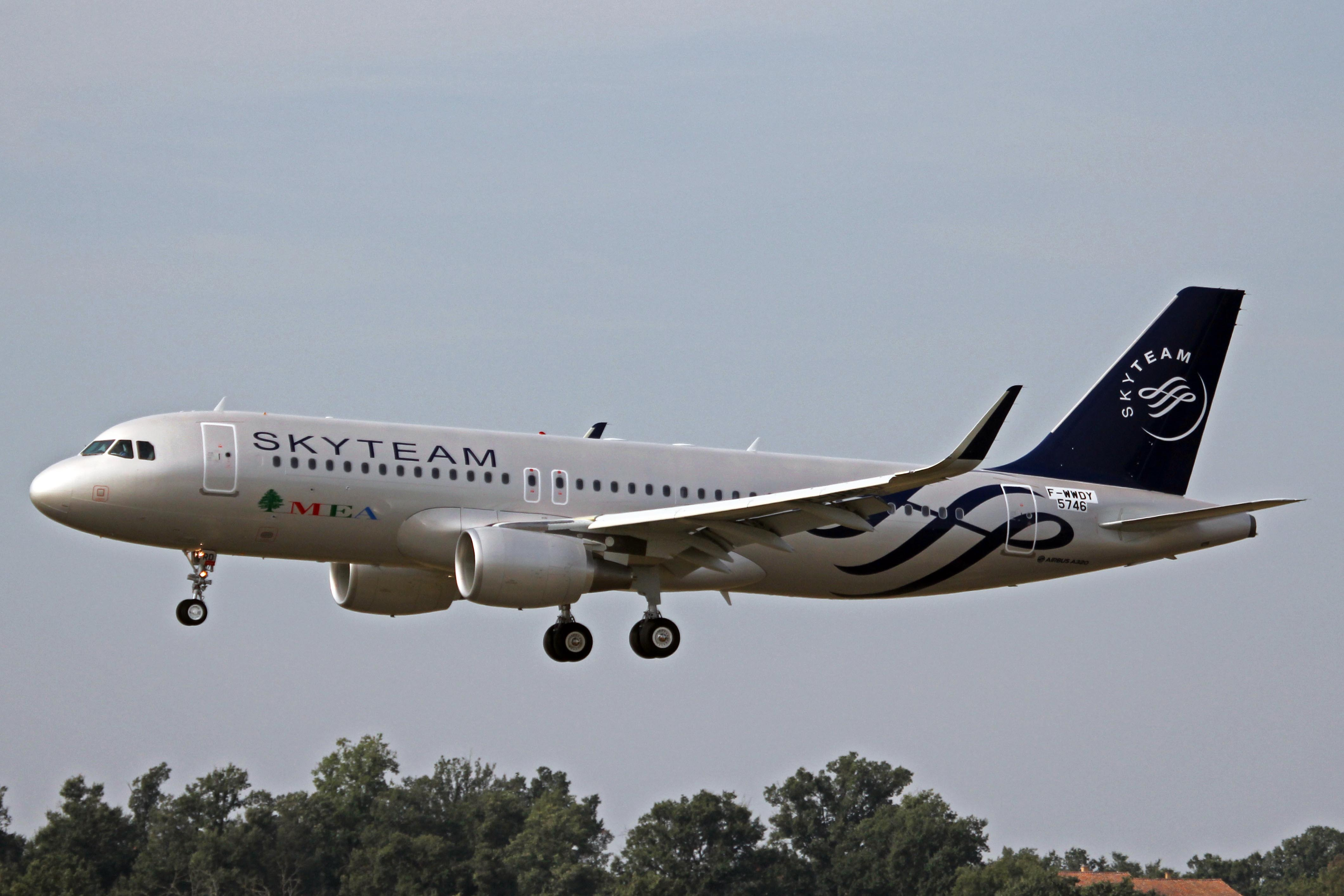
Airbus A320 MEA в кольорах SkyTeam

У 2007 році генеральний директор авіакомпанії Мохамад ель-Хоут оголосив про збільшення капіталу Middle East Airlines, а також про закупівлю нових літаків Airbus A320 і широкофюзеляжних Airbus A330, які надійшли у флот компанії в 2008 році в оновленій забарвленням. У тому ж році чистий прибуток Middle East збільшилася до 92 мільйонів доларів, а за весь рік авіакомпанія перевезла близько 1,4 мільйона пасажирів. Поряд з розширенням авіапарку збільшилася маршрутна мережа компанії, в тому числі поновилися прямі рейси в Берлін і Багдад. 5 грудня 2009 року Мохамад ель-Хоут знову переобраний на пост генерального директора авіакомпанії.
28 червня 2012 офіційно приєднується до авіаальянсу SkyTeam і стає 17-м його учасником і другий авіакомпанією з Близького Сходу, після Saudi Arabian Airlines. Угода про приєднання було підписано в лютому 2011 при підтримці Air France. За словами директора компанії Мохамада ель-Хоута вступ до альянсу було частиною стратегії розвитку Middle East Airlines.

## Маршрутна мережа

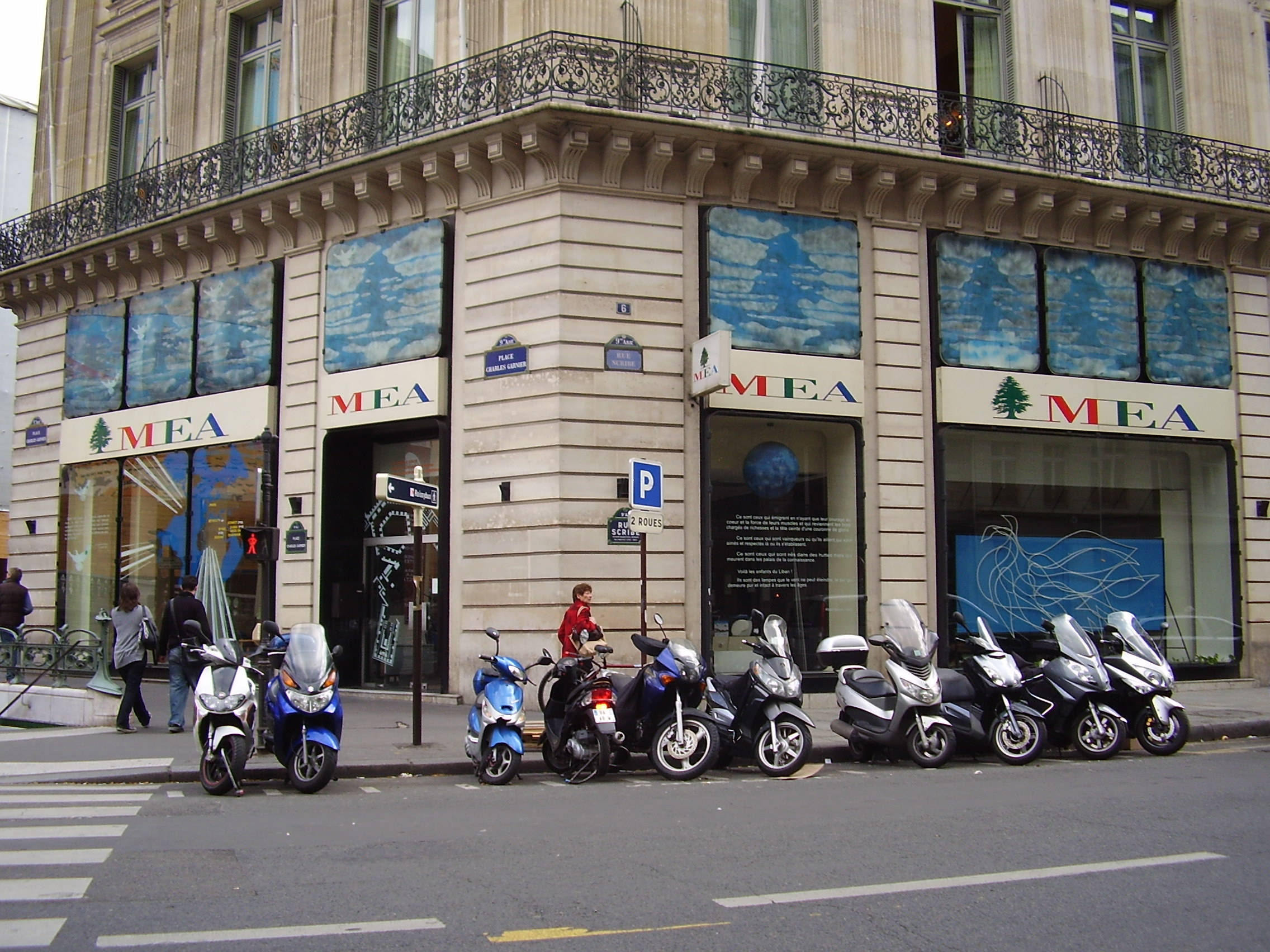
Офіс Middle East Airlines в Парижі

Middle East Airlines виконує всі свої рейси з бейрутського аеропорту імені Рафіка Харірі. На 2014 рік авіакомпанія виконує рейси у 30 зарубіжних міст країн Європи (Греція, Бельгія, Данія, Німеччина, Велика Британія, Франція, Італія, Кіпр, Швейцарія, Туреччина), Західної Африки (Нігерія, Гана, Кот-Д'івуар), Перської затоки (Кувейт, ОАЕ, Катар, Саудівська Аравія) та Близького Сходу (Ірак, Йорданія, Єгипет).

### Код-шерінгові угоди
В інших країнах, таких як Австралія, Канада, США, Бразилія або Туніс MEA працює тільки за код-шерінговими угодами, продаючи від себе квитки на рейси своїх партнерів:
| - Аерофлот (SkyTeam) - Air Canada (Star Alliance) - Air France (SkyTeam) - All Nippon Airways (Star Alliance) | - Etihad Airways - Qatar Airways (Oneworld) - Cyprus Airways - Saudia (SkyTeam) | - TAROM (SkyTeam) - Tunisair |

## Флот

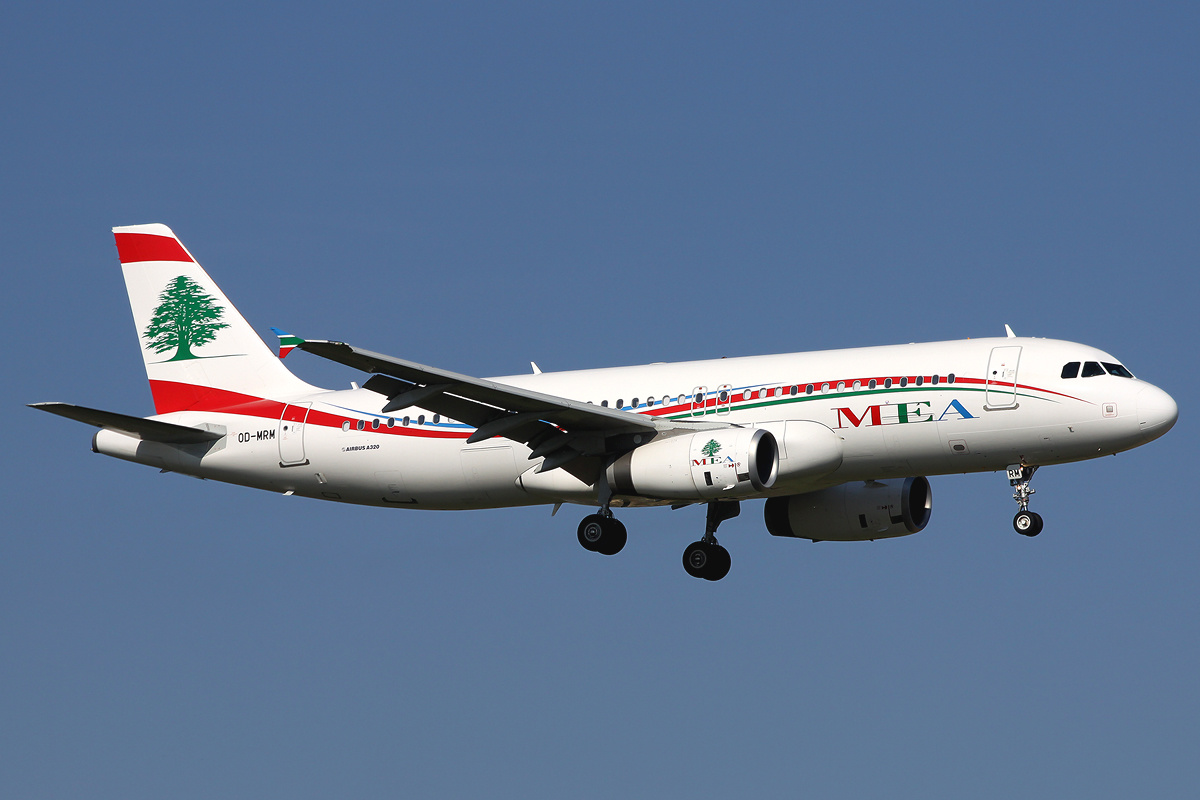
Airbus A320 Middle East Airlines

На травень 2017 року флот авіакомпанії складається з наступних типів літаків:

## Пригоди та нещасні випадки

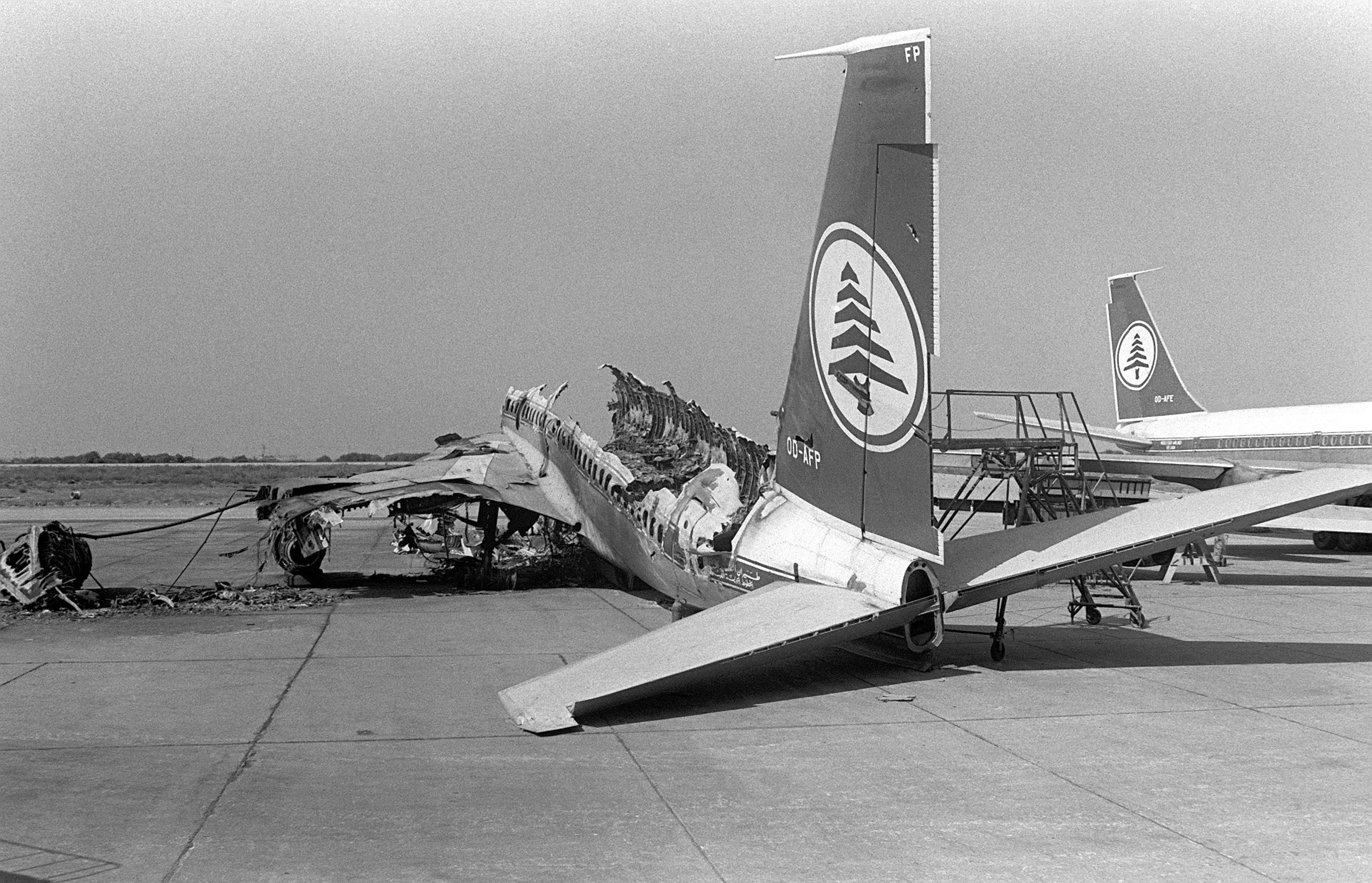
Один із зруйнованих Боїнгів 720 під час ізраїльського авіаудару на Бейрут в 1982 році

- 12, 16 червня і 1 серпня 1982 року в ході Першої ліванської війни ізраїльські війська завдали удару по Бейруту. В результаті авіакомпанія Middle East Airlines втратила шість літаків Boeing 720, стояли в аеропорту Бейрута[21][22].
- 8 січня 1987 року ще один літак MEA зазнав військової атаці. Boeing 707, що здійснював посадку в Бейруті обстріляний відразу після приземлення, внаслідок чого був зруйнований[23].